# Golf

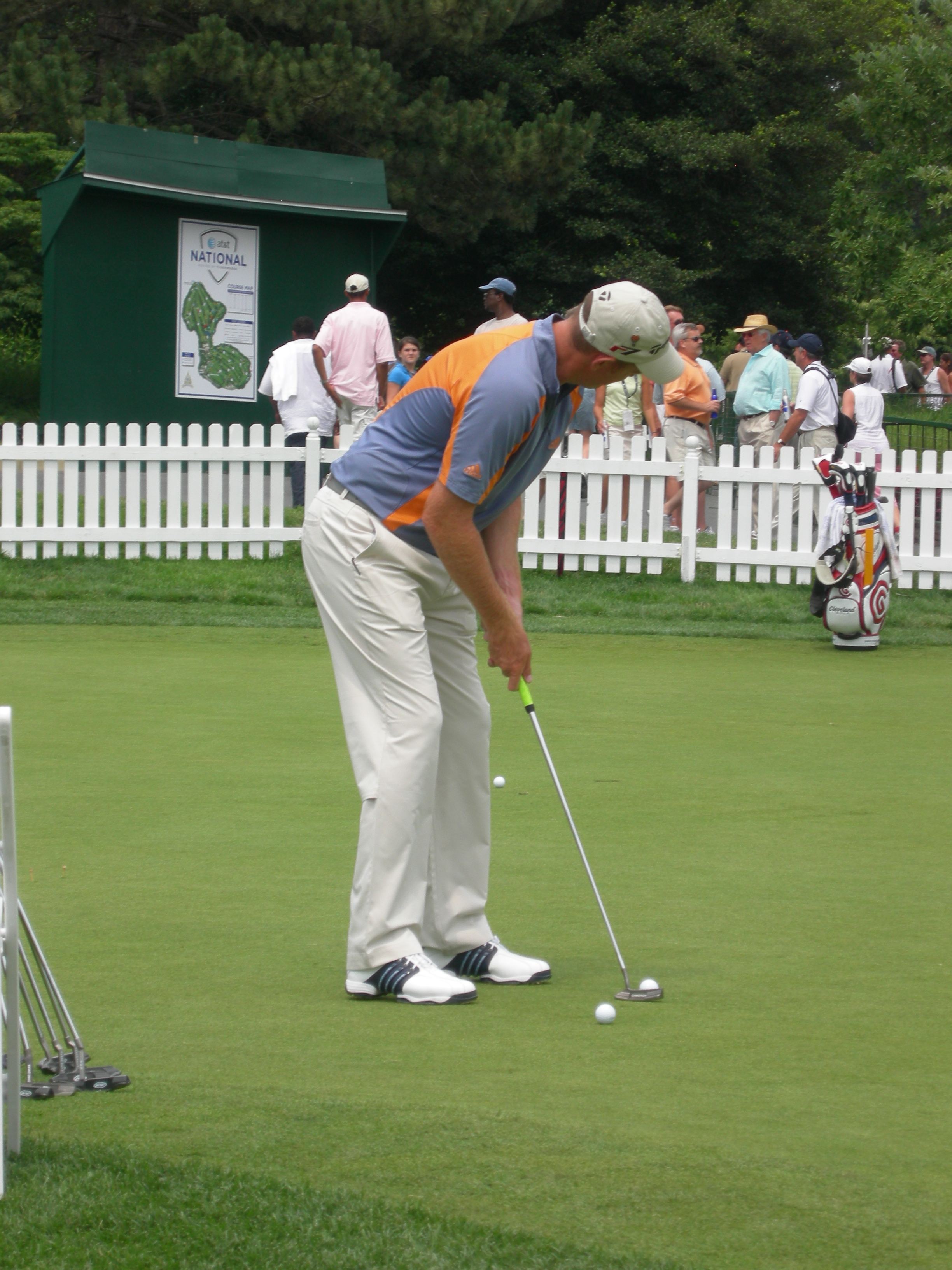
Golfista Greg Owen

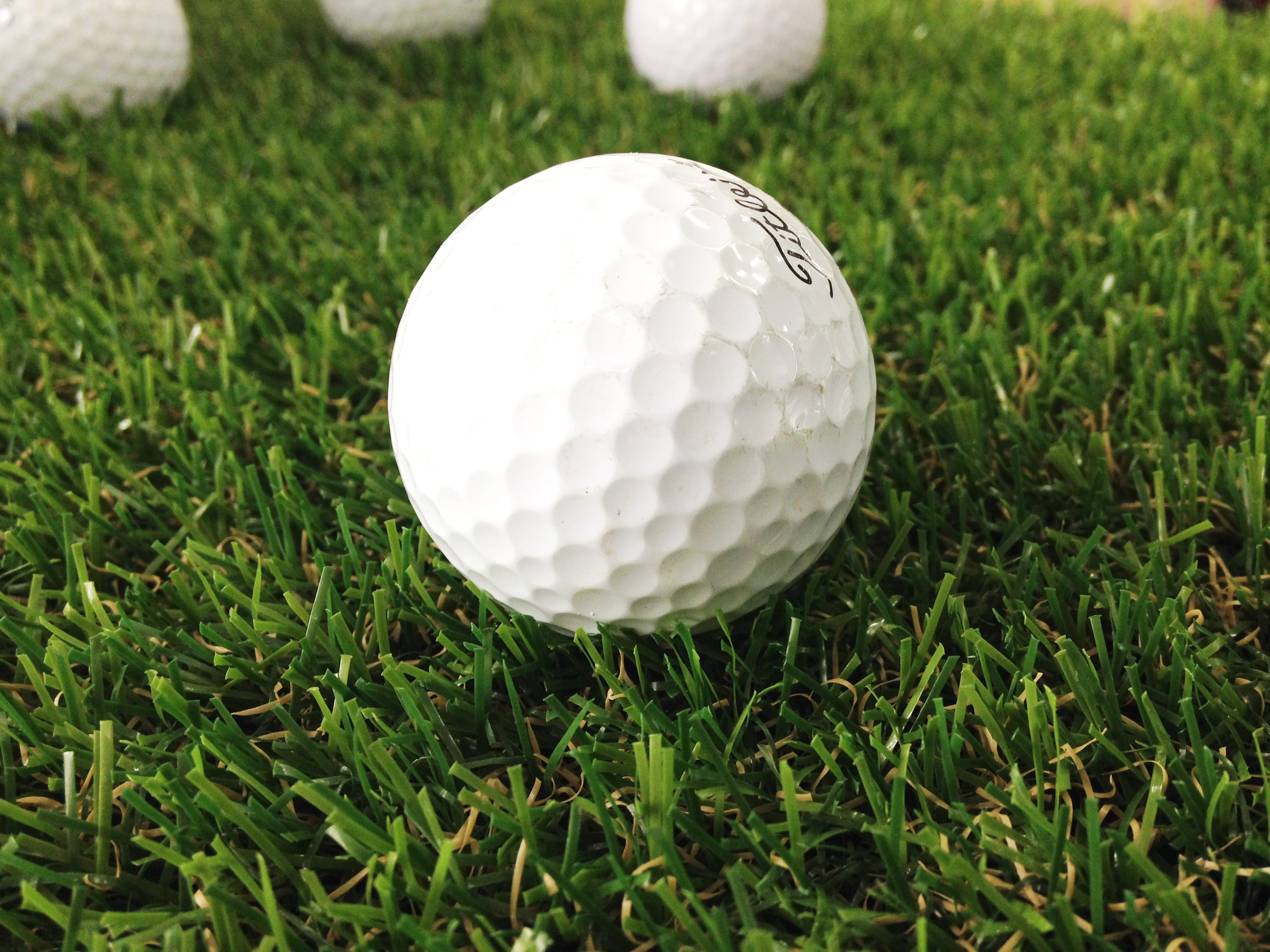
Golfowa piłeczka

Golf – sport uprawiany na otwartych trawiastych terenach, polegający na kierowaniu małej piłki golfowej do otworów w ziemi (mających kształt cylindra o średnicy 108 mm) za pomocą uderzeń specjalnymi kijami. Celem gracza jest umieszczenie piłki w dołku w jak najmniejszej liczbie uderzeń. Golf był dyscypliną olimpijską w latach 1900-1904. Ponownie zagościł na igrzyskach olimpijskich w Rio de Janeiro 2016.

### Pole golfowe

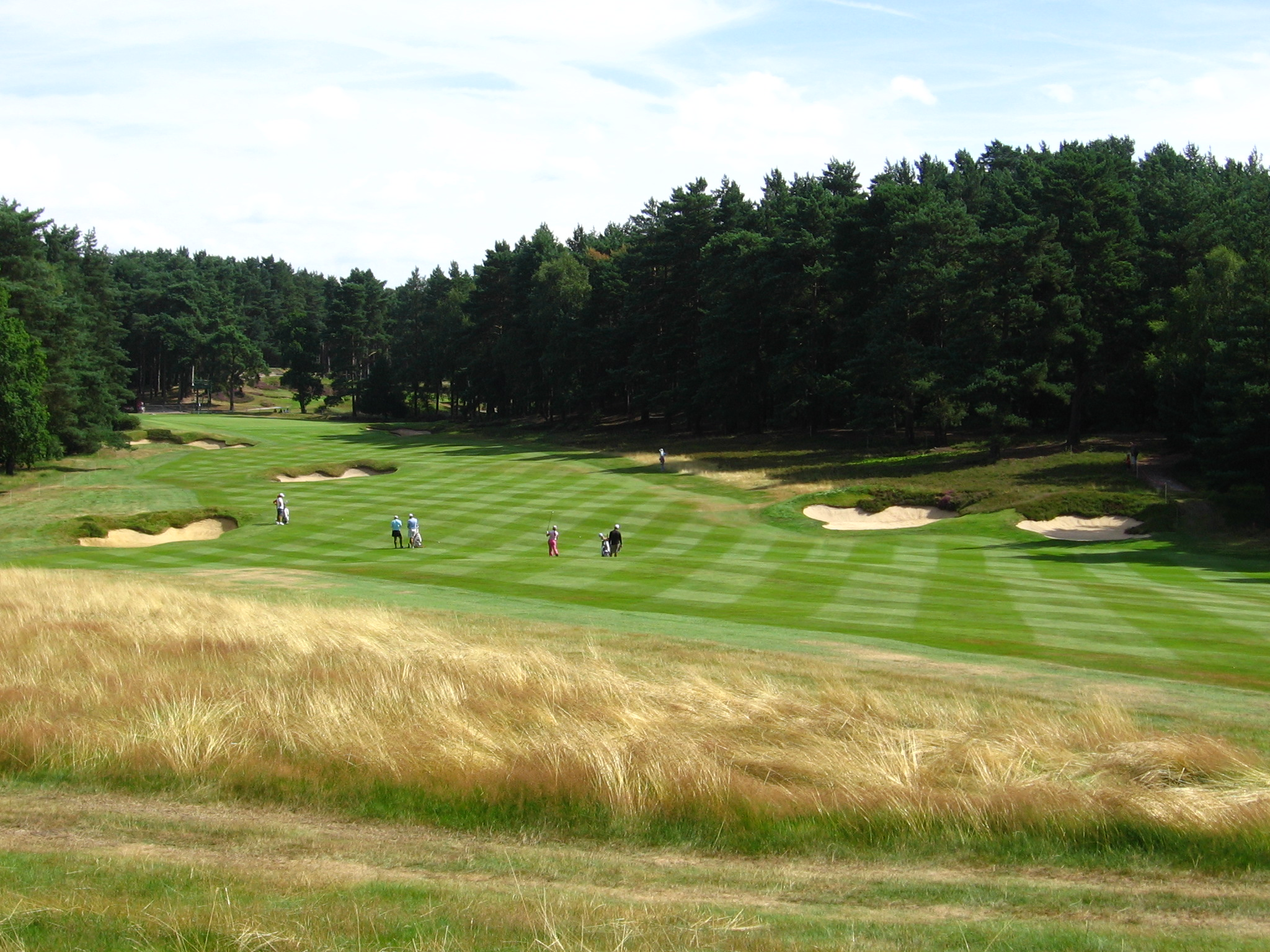
Pole golfowe w Anglii

## Podstawowe zasady gry

### Liczba uderzeń
| Zaliczenie dołka jednym uderzeniem                                     | ang. hole in one                   |
| Zaliczenie dołka w liczbie uderzeń o cztery mniejszej niż przewidywana | condor                             |
| Zaliczenie dołka w liczbie uderzeń o trzy mniejszej niż przewidywana   | albatross lub double eagle         |
| Zaliczenie dołka w liczbie uderzeń o dwa mniejszej niż przewidywana    | eagle                              |
| Zaliczenie dołka w liczbie uderzeń o jeden mniejszej niż przewidywana  | birdie                             |
| Zaliczenie dołka w liczbie uderzeń zgodnej z przewidywaną              | par                                |
| Zaliczenie dołka w liczbie uderzeń o jeden większej niż przewidywana   | bogey                              |
| Zaliczenie dołka w liczbie uderzeń o dwa większej niż przewidywana     | double bogey                       |
| (...) o trzy, o cztery większej itd.                                   | triple, quadruple (... etc.) bogey |

### Cykl rozgrywek

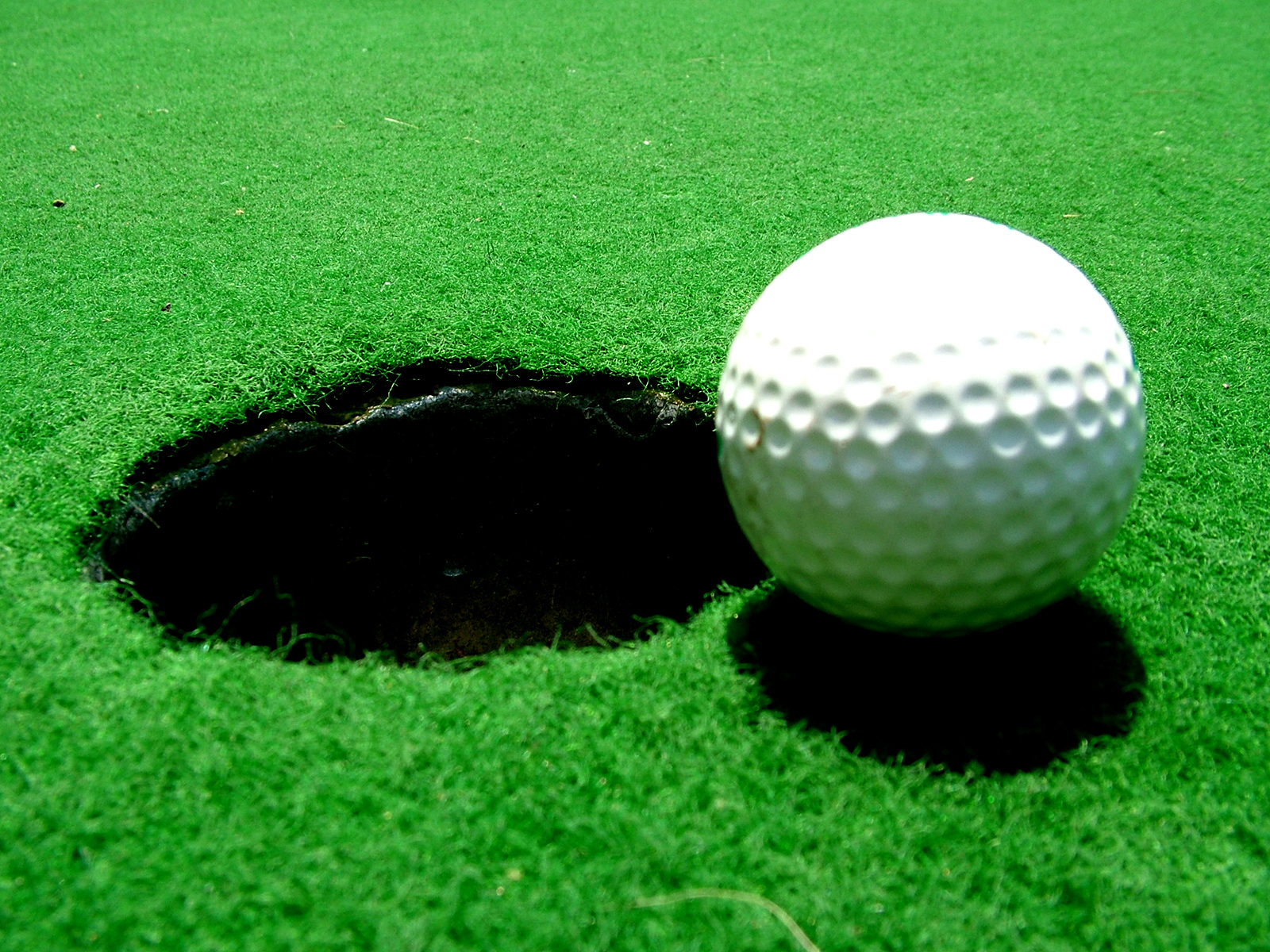
Piłeczka golfowa obok dołka

Rozgrywka w golfie polega na zaliczeniu przez zawodnika wszystkich dołków na polu. Zaliczanie dołka zaczyna się od tee box, gdzie znajduje się oznakowane miejsce, na którym umieszcza się piłkę. Po pierwszym uderzeniu kijem piłka wykonuje lot w powietrzu i powinna wylądować na pasie krótko ściętej trawy (fairway) lub w jego sąsiedztwie (zazwyczaj wyżej ścięta trawa – rough). Piłka może jednak wylądować również w hazardach (bunkier i hazard wodny), wylecieć poza teren pola (out of bounds) lub przyjąć inną, niepożądaną pozycję. Zawodnik przemieszcza się do miejsca, gdzie piłka się zatrzymała, i wykonuje kolejne uderzenie. Cykl ten jest powtarzany aż do momentu umieszczenia piłki na greenie, czyli obszarze bardzo krótko ściętej trawy, na którym piłkę się toczy do dołka. Gracz dąży do tego, by piłkę w dołku umieścić w jak najmniejszej liczbie uderzeń. Po każdym dołku gracze zapisują sobie wzajemnie wyniki, które potem są zliczane, określa się ich stosunek do par pola (par – professional average result, np. jeśli par pola wynosi 72 uderzenia, a gracz ukończy turniej z wynikiem 90, stosunek jego wyniku do par pola wynosi +18).
W rozgrywkach indywidualnych gracze przechodzą pole dwa, trzy lub cztery razy i wygrywa ten, który wykona najmniej uderzeń. Zawody drużynowe są rozgrywane zwykle w formatach foursome (dwaj zawodnicy grają jedną piłką na zmianę) i fourball (dwaj zawodnicy w drużynie, każdy gra swoją piłką, a do wyniku drużyny jest liczony na każdym dołku lepszy wynik).

### Technika gry

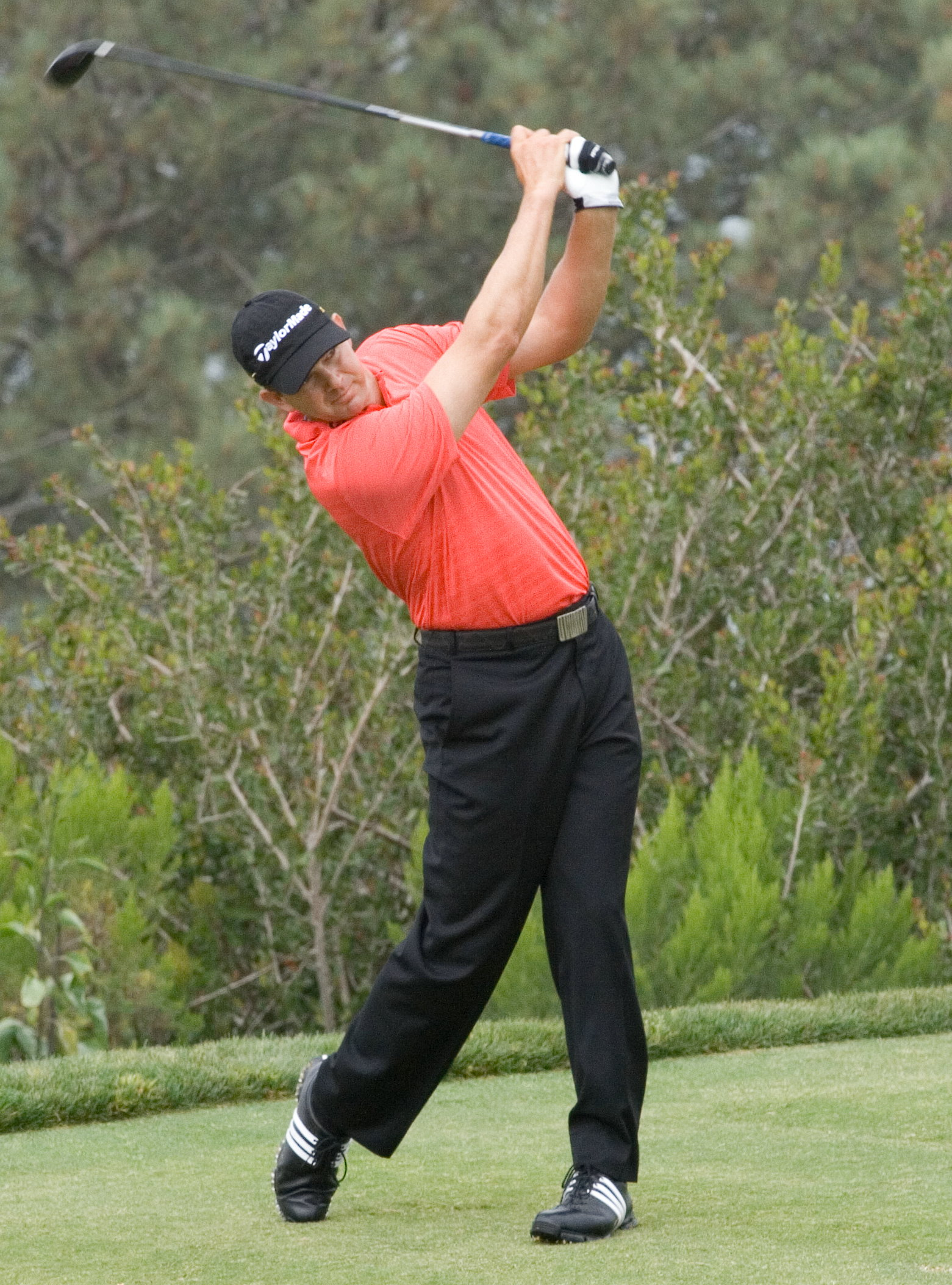
Retief Goosen wykonujący zamach

Kluczowym elementem gry jest samo uderzenie. Jest ono wykonywane za pomocą specjalnego zestawu kijów. W momencie uderzenia zawodnik trzyma kij oburącz, stoi bokiem do kierunku przyszłego lotu piłki, w lekkim rozkroku. Piłka znajduje się kilkadziesiąt centymetrów od jego stóp. Uderzenie polega na wykonaniu zamachu kijem zza głowy, połączonego z wykonaniem ćwierćobrotu w pasie. Jedna stopa stoi cały czas nieruchomo na ziemi, pięta drugiej zaś lekko się unosi i przekręca w momencie uderzenia.
Wykonanie uderzenia nie wymaga dużej siły – dobrze technicznie wykonane uderzenie wykorzystuje energię kinetyczną, jaką w naturalny sposób osiąga główka kija na skutek prawidłowo wykonanego zamachu. Można powiedzieć, że zadaniem gracza jest nie tyle użycie siły swoich mięśni, aby jak najmocniej uderzyć w piłkę, ile skierowanie ruchu kija w odpowiednim kierunku i pozwolenie mu "samemu" wykonać jego "pracę".
Kije składają się z główki (head), którą uderza się w piłkę, pręta łączącego (shaft) oraz rączki (grip). Kije różnią się między sobą kątem nachylenia główki (loft) i długością kija, pośrednio także wagą. Te dwa podstawowe parametry decydują o wysokości i długości lotu oraz podkręceniu (spinie) piłki. Kije dzielą się na cztery rodzaje:
- "Woods" (drewniane) – o najmniejszej masie zaś największym headzie, które umożliwiają wykonywanie uderzeń prowadzących do długich lotów piłki, obecnie używane i oznaczane: 1 (driver, ok. 10 stopni), 3 (13,5) i 5 (17);
- "Irons" (żelazne) – znacznie cięższe lecz z mniejszą główką, które umożliwiają wykonywanie delikatniejszych uderzeń i precyzyjniejszą ich kontrolę, obecnie najczęściej używane od numeru 3, (czasem od 2 lub nawet 1) do 9;
- "Wedges" (kliny) – właściwie pododmiana żelaz, służą do uderzeń krótkich oraz w trudnych sytuacjach (np. gdy piłka wpadnie w piach); oznaczane PW, GW, SW, AW i LW (kąty do 64 stopni);
- "Putter" (popychacz) – stosowany na green do precyzyjnego uderzania piłek, aby ostatecznie wpadły do dołka.

Piłka po zwykłym uderzeniu pokonuje zwykle od kilkunastu do kilkuset metrów, z czego większość w powietrzu. Aby wcelować piłką w określone miejsce, zawodnik przy uderzeniu musi uwzględniać zarówno ukształtowanie terenu, jak i siłę oraz kierunek wiatru. Źle uderzona piłka może wpaść w krzaki, utonąć w stawie lub utknąć w piasku. Dobrze uderzona piłka ląduje w skoszonej trawie (fairway), w miejscu dogodnym do wykonania kolejnego uderzenia. Samo docelowe miejsce upadku piłki jest kwestią obranej przez gracza strategii.
W momencie gdy piłka upadnie na green, kolejne uderzenia wykonuje się "popychaczem", którym nie wyrzuca się piłki w powietrze, lecz popycha się ją z określoną siłą w stronę dołka.
Greeny są zwykle lekko pofalowane, co gracz musi uwzględnić w obliczeniu siły i kierunku uderzenia piłki, aby trafić do dołka. "Greeny" są jednak zawsze tak konstruowane, aby – przynajmniej teoretycznie – możliwe było umieszczenie piłki w jednym uderzeniu, niezależnie od miejsca, skąd się uderza.

## Historia golfa

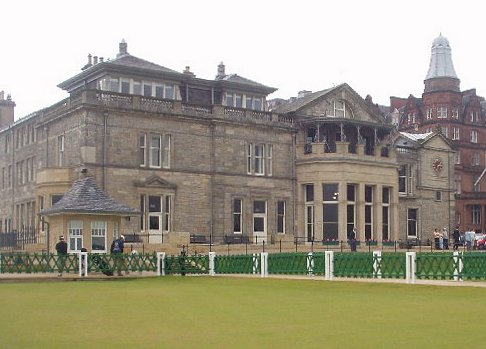
Pole golfowe Royal and Ancient Golf Club of St Andrews

Prawdziwe pochodzenie golfa jako dyscypliny sportowej nie jest jasne. Jedna wersja zakłada, że dyscyplina ta wywodzi się ze Szkocji, z okresu późnego średniowiecza. Sport podobny do dzisiejszego golfa opisywany był już w lutym 1297 roku w Holandii. Była to gra z kijem i piłką skórzaną. Kto uderzył piłkę mniej razy przed trafieniem do tarczy celnej z odległości kilkunastu metrów, wygrywał. Słowo "golf" pochodzi od holenderskiego słowa "kolf", co oznacza laska, maczuga, kij.
Reguły dzisiejszego golfa są takie same jak te, które wymyślono w Szkocji. Pewne jest, że sport nazywany słowem "golf" został zakazany przez Parlament Szkocji w XV wieku. Niektórzy naukowcy jednak uznają, że taki zakaz obowiązywał dla gry podobnej do shinty lub berliny, przypominającej bardziej nowoczesny hokej na trawie, niż golfa. Na początku golf uprawiany był w Szkocji i Anglii, skąd rozpowszechnił się na cały świat. Najstarsze pole golfowe na świecie to Old Links at Musselburgh Racecourse. Istnieje świadectwo, które dowodzi, że golf był uprawiany już w 1672 roku, a Maria I Stuart, królowa Szkocji, zachwycała się nim już w 1567 roku.
Okresem rozwoju gry był wiek XVIII. W 1744 r. król Anglii Jerzy II utworzył klub Gentleman of Edinburg Golfers (później przemianowany na Honourable Company of Edinburg Golfers). Stowarzyszenie to opracowało i zapisało 13 zasad gry, które stały się podstawą reguł golfa, stosowanych obecnie. W tym samym okresie emigrant ze Szkocji, David Dees, propagował golfa w Stanach Zjednoczonych, chociaż w tym czasie gra rozwijała się tam bardzo powoli i dopiero następny wiek przyniósł jej rosnące zainteresowanie.
Obecnie golf jest sportem uprawianym na całym świecie. Według badań przeprowadzonych w 2005 r. na całym świecie w golfa gra ponad 50 mln osób i istnieją 32 tys. pól golfowych, z czego ponad połowa (27 mln graczy i 17 tys. pól) przypada na Stany Zjednoczone. W Europie istnieje ok. 6 tys. pól, na których sport ten uprawia 4,2 mln osób.

## Golf w Polsce

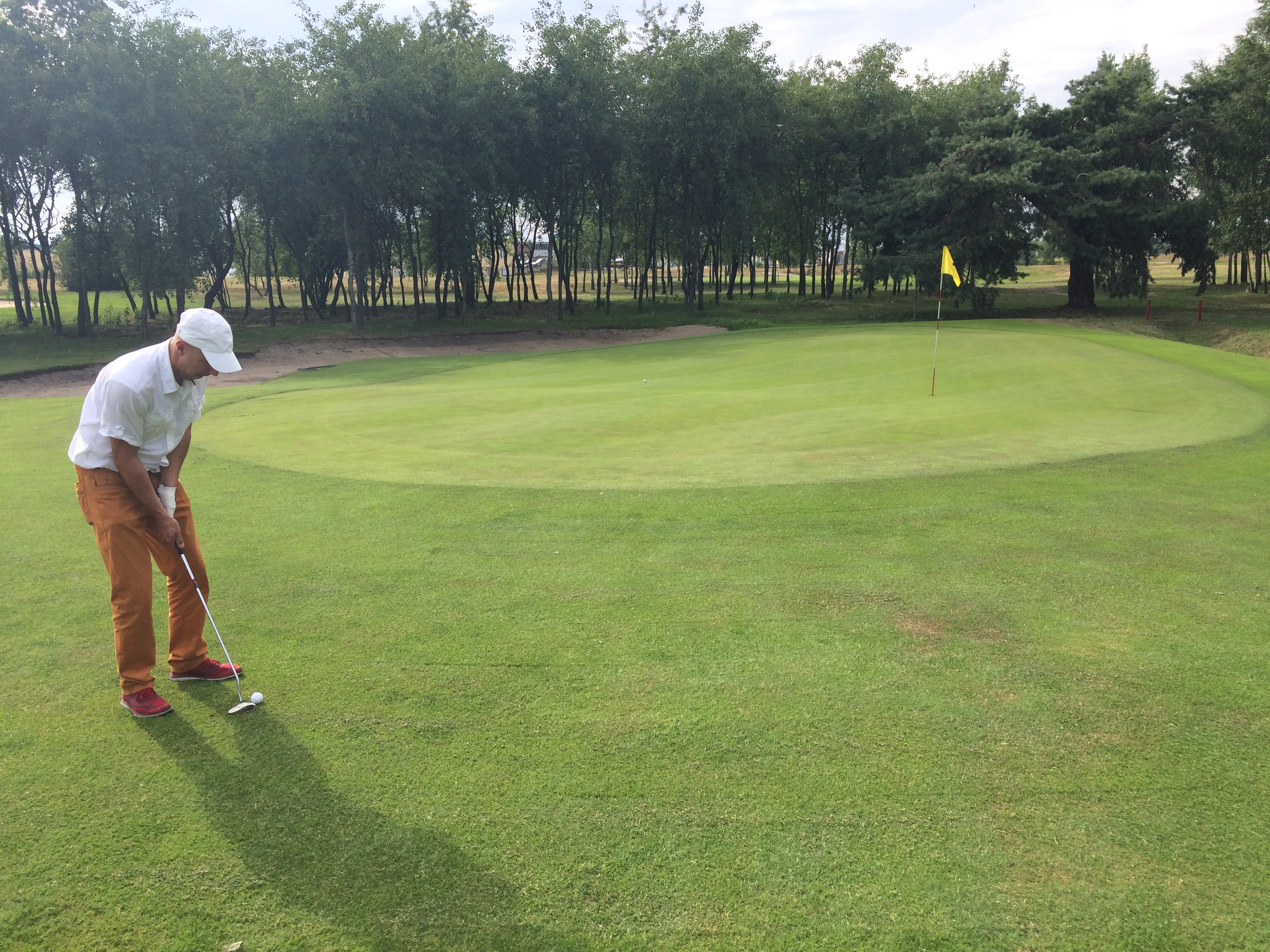
Pole golfowe w Toruniu

Golf na obecnych ziemiach polskich zaczął się rozwijać na początku XX w. Stosunkowo najwcześniej zaczęto go uprawiać w Prusach. Już w 1918 r. wzmiankowane było pole golfowe w okolicach Głogowa. W 1924 r. duże, 24-dołkowe pole otworzył Jan Henryk XV Hochberg, książę von Pless w należącym do niego uzdrowisku Bad Salzbrunn (dziś Szczawno-Zdrój). Wkrótce zaczęło ono gościć znanych golfistów z całej Europy. W 1927 r. pole golfowe istniało we Wrocławiu. W 1938 r. powstał Polski Country Club, który od rodziny Branickich kupił ziemię na pole golfowe w podwarszawskim Powsinie. Przed 1939 r. istniały także pola golfowe w Łańcucie, Katowicach i w Gdańsku.
Po II wojnie światowej władze PRL-u uznały golf za sport zbyt "zachodni" i elitarny, co praktycznie uniemożliwiło jego uprawianie. Dopiero w latach 80. zaczęły się próby ponownego wprowadzenia golfa do Polski. Przełomowe były lata 1992, kiedy wybudowano pierwsze w powojennej Polsce pola golfowe w Rajszewie pod Warszawą oraz w Kołczewie niedaleko Międzyzdrojów, i 1993, kiedy powołany został Polski Związek Golfa. W 2017 r. w Polsce funkcjonowało 39 pól (w tym dziewiętnaście 18-dołkowych i dwadzieścia 9-dołkowych) i ponad 30 obiektów treningowych. Polski Związek Golfa zrzeszał ponad 5100 licencjonowanych zawodników, a ponad 20 tys. osób posiadało tzw. Zieloną Kartę PZG.

## Golf jako forma rekreacji

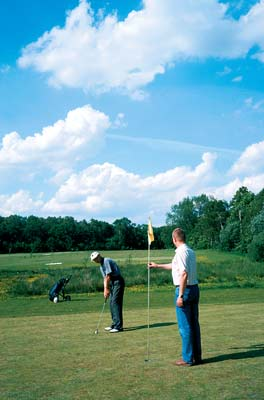
Siemianowice Śląskie – pole golfowe

Golf jest sportem dla każdego, choć wymaga sprawności fizycznej oraz przyzwoitej kondycji (w czasie jednej rundy golfa przeciętny golfista, noszący samodzielnie swoją torbę golfową, spala do 2500 kcal). Mimo to może go uprawiać zarówno 70-latek, jak i 10-latek. Przejście przez wszystkie dołki na polu zajmuje zwykle od 4 do 6 godzin, w trakcie których cały czas przebywa się na świeżym powietrzu i wykonuje się umiarkowany wysiłek fizyczny, polegający głównie na przespacerowaniu około 6-8 kilometrów wraz z ważącą kilkanaście kilogramów torbą z kijami.
Golf jest często postrzegany jako sport bardzo elitarny, który uprawiają wyłącznie bogaci snobi. W krajach, w których sport ten jest bardzo popularny (USA, Wielka Brytania, Irlandia, Australia, Szwecja, Japonia, Islandia, Czechy), jest on jednak dość łatwo dostępny niemal dla każdego, kto naprawdę chce grać. Namiętni gracze w golfa zwykle należą do określonego klubu, którego członkowie wspólnie użytkują swoje pole golfowe i o nie dbają. Członkowie klubu tworzą zwykle rodzaj społeczności, która dzieli się kosztami utrzymywania pola. Komplet kijów golfowych z wózkiem lub torbą oraz specjalne buty są dość kosztowne, ale wiele klubów golfowych chętnie wypożycza kije początkującym, a specjalne buty nie są na początku bardzo potrzebne.
W krajach, gdzie golf nie jest zbyt popularny, jest on zwykle rzeczywiście bardzo kosztowny, przy czym główną barierą finansową jest nie koszt nabycia sprzętu, ale koszt użytkowania pola lub koszt składek członkowskich w klubie. W Polsce wysoki koszt pola wynika z przepisów, które traktują pole jako obiekt sportowy, co powoduje wyłączenie z podatku rolnego na rzecz znacznie większego podatku ustalanego przez gminę.
Z golfa w 1927 roku wyodrębnił się, jako niezależny sport, minigolf.
Około 1992 powstała w Niemczech cała seria nowych rodzajów golfa. Offgolf, streetgolf, urbangolf stają się coraz bardziej popularną alternatywą.

## Golf jako sport zawodowy

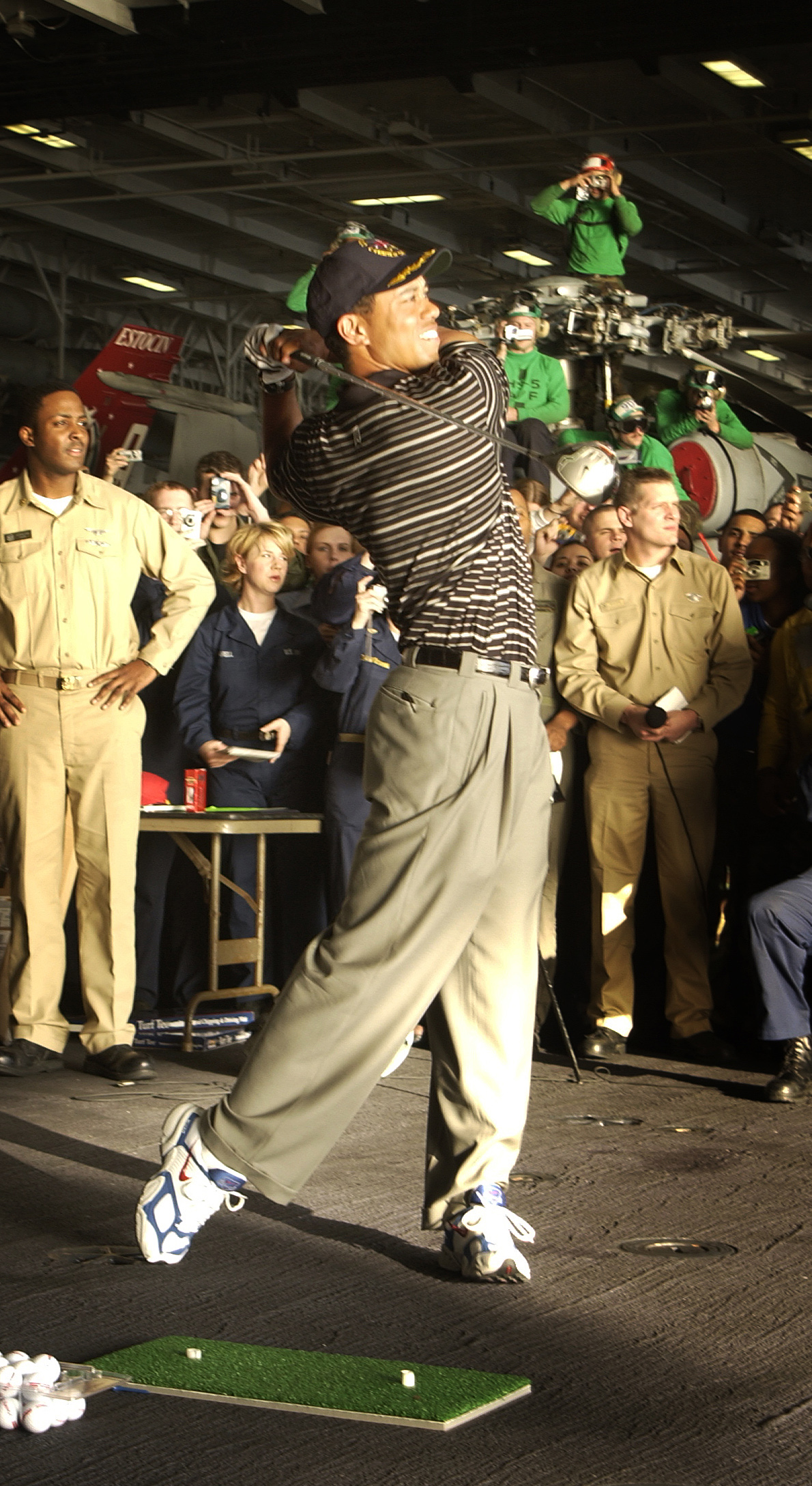
Tiger Woods

W krajach anglosaskich golf jest jedną z najbardziej popularnych dyscyplin sportowych. Golf jako sport jest niemal w 100% opanowany przez graczy profesjonalnych, którzy żyją z jego uprawiania – podobnie jak to jest w przypadku tenisa. Najlepsi golfiści należą do najlepiej opłacanych sportowców na świecie. Ich dochody są znacznie wyższe od dochodów tenisistów i są zbliżone do zarobków zawodowych koszykarzy i graczy w futbol amerykański.
Zawodowi gracze w golfa osiągają obecnie szczyt swoich możliwości w wieku 27–30 lat, a ich kariery trwają do 45-50 roku życia. Dawniej najlepsi gracze byli zwykle znacznie starsi (40–60 lat), ale w latach 80. i 90. XX w. nastąpiła zmiana pokoleniowa, która odsunęła stare pokolenie. Do najlepszych graczy zaliczani są Tiger Woods, Ernie Els, Vijay Singh oraz Rory McIlroy, za najlepszych zaś graczy w historii golfa uważani są Bobby Jones, Jack Nicklaus i Arnold Palmer.
Męskie zawody golfowe Wielkiego Szlema to:
- The Masters Tournament – rozgrywany na polu golfowym Augusta National w stanie Georgia, USA
- U.S. Open – rozgrywany co roku na innym polu golfowym na terenie USA
- The Open Championship – zwany też British Open – rozgrywany co roku na innym polu golfowym na terenie Wielkiej Brytanii.
- PGA Championship – rozgrywany co roku na innym polu golfowym na terenie USA.

### Trofea golfowe męskiego golfa
- The Masters Tournament – zielona marynarka dla zawodowca oraz srebrny puchar dla amatora
- U.S. Open – srebrny puchar USGA
- The Open Championship – srebrny dzbanek zwany Claret Jug oraz srebrny medal dla najlepszego amatora
- PGA Championship – srebrny puchar PGA zwany Wanamaker Trophy od nazwiska fundatora Rodmana Wanamakera
- Ryder Cup (turniej pomiędzy drużynami USA i Europy) – puchar ufundowany przez Samuela Rydera. Jest on rozgrywany co dwa lata naprzemiennie w USA i Europie. Ostatni taki turniej rozegrał się na polu golfowym Le Golf National w Guyancourt na przedmieściach Paryża w dniach 28–30 września 2018.